# Zilia
Zilia [dzilja] est une commune française située dans la circonscription départementale de la Haute-Corse et le territoire de la collectivité de Corse. Elle appartient à l'ancienne piève de Pino, en Balagne.

## Géographie

### Situation

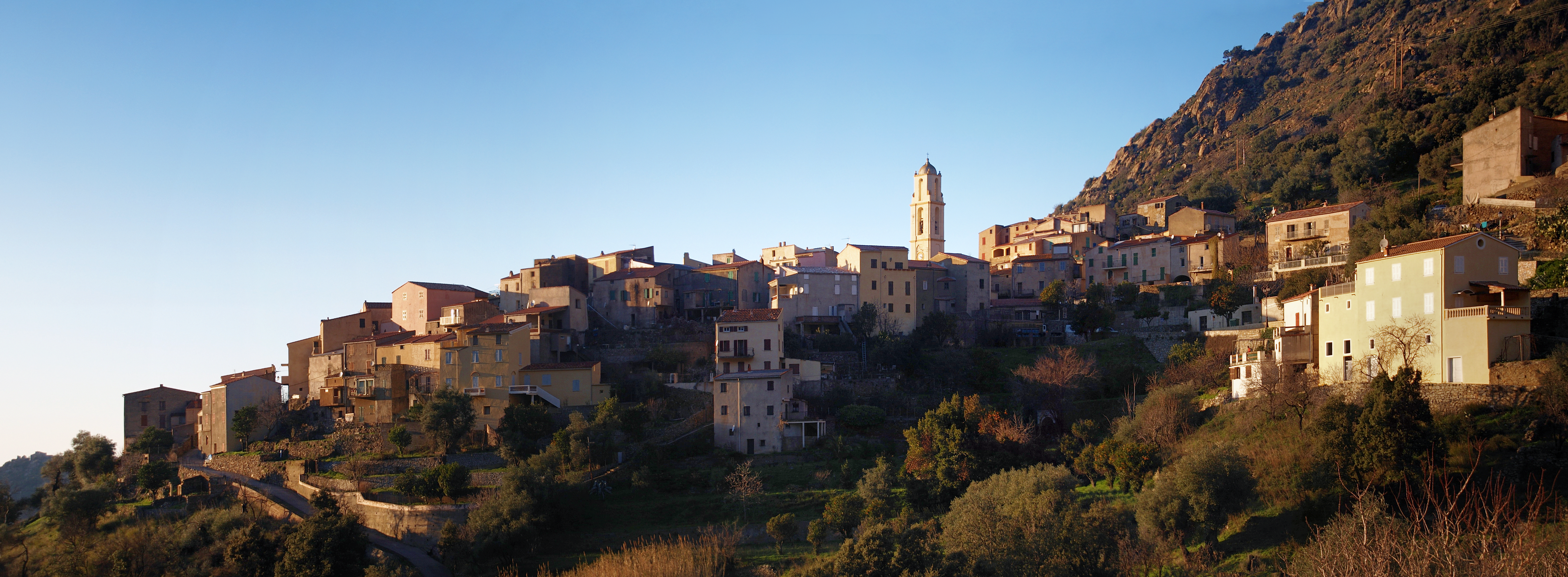
Panorama de Zilia.

Zilia est une commune de Balagne, ancienne communauté de la pieve de Pino. Elle se trouve en bordure septentrionale du parc naturel régional de Corse, la limite étant représentée par une ligne de crête du massif du Monte Grosso, passant par les hauts sommets que sont le mont San Parteo (1 680 m), le Monte Grosso (1 937 m), le Capu a u Dente (2 029 m) jusqu'au cirque de Bonifatu. La commune n'a pas de façade maritime.
Communes limitrophes

### Géologie et relief
Zilia se situe dans la Corse occidentale ancienne, constituée pour l'essentiel de roches granitiques, dite encore « Corse granitique », à l'ouest du sillon dépressionnaire central de l'île. Le sol est composé de roches magmatiques.
Son territoire est une cavité ouverte à l'ouest, au pied du Monte Grosso qui fait partie de la dorsale de l'île. Il occupe une partie d'un chaînon secondaire s'articulant sur la dorsale de l'île à Cima Caselle (1 622 mètres) du massif du Monte Grosso. Ce chaînon, axé au nord-ouest depuis Cime Caselle jusqu'à Capu di Bestia (800 m) et qui se prolonge par une arête jusqu'à Lumio, se termine à Algajola. Il sépare les plaines du fiume Seccu et d'Aregno, de la vallée du Regino.
D'une superficie de 1 401 ha dont 700 de bois, la commune occupe un territoire flanqué au nord-ouest du massif du Monte Grosso, entre Cima Caselle et le sommet du Monte Grosso même (1 937 m), formé de trois vallons :
- à l'est, le vallon du ruisseau de Tribiatojo qui prend sa source à l'ouest de Cima Caselle ;
- au sud, le vallon du ruisseau de Lette qui prend sa source au nord du Monte Grosso ;
- à l'ouest, le ruisseau de Bucignoni, affluent du ruisseau de Ponte lequel alimente le Fiume Seccu.

Limites territoriales
Les limites communales sont représentées comme suit :
- au nord : depuis une courte partie du cours du Seccu à l'ouest, la démarcation se dirige vers le nord-est en passant par le lieu-dit « Ponte », puis à 200 m au sud-est de la chapelle Sant'Albanu (Cassano) pour atteindre le San Parteo (753 m)[1] ;
- à l'est : la démarcation part de San Parteo, grimpe sur Monte Cargetu (763 m), Bocca di Foata (732 m), Vivariu où se situe une borne à 851 m d'altitude, Pietra Apertusa (1146|m), Cima di Cuzia (1 381 m) et atteint Cima Caselle (1 622 m) ;
- au sud-est : la démarcation qui est une ligne de crête de plus de 1 500 m d'altitude, relie Cima Caselle au Monte Grosso (1 937 m), tous deux séparés de 2,6 km (distance orthodromique) ;
- au sud-ouest, depuis le Monte Grosso, la démarcation « descend » vers Capu di Cunaghja (716 m) dont elle suit la crête, puis se dirige vers la plaine du Seccu franchissant Bocca di Casa Genera (384 m), Monte Loninco (412 m), la borne à 401 m d'altitude de Capu di Boscu (500 m au sud de l'ancien couvent d'Alzi Pratu), et rejoint le lit du Seccu, au point de jonction des trois communes de Calenzana, Montegrosso et Zilia.

### Hydrographie
Le réseau hydrographique est dense dans cette commune flanquée au Monte Grosso, une montagne de près de 2 000 m. Le principal cours d'eau est le ruisseau de Lette. Il prend sa source au nord du Monte Grosso et est alimenté par le ruisseau de Tribiatojo qui prend sa source à l'ouest de Cima Caselle. Il conflue avec le ruisseau de Ponte sur la commune de Montegrosso. Il reçoit les eaux du ruisseau de Teghia.

Deux moulins, dont un ancien au lieu-dit Pelle, utilisaient les eaux du Lette.
Le ruisseau de Bucignogni prend naissance sur la commune de Zilia. Il est un affluent du ruisseau de Ponte lequel alimente le Fiume Seccu.

### Climat et végétation
Zilia qui ne possède pas de façade maritime, jouit néanmoins d'un climat méditerranéen tempéré, aux variations de températures modérées dans la journée, grâce à l'influence marine qui réchauffe les températures en hiver et les rafraîchit en été. Du fait de sa situation au pied du Monte Grosso, une montagne de près de 2 000 m enneigée plusieurs mois dans l'année, les hivers y sont relativement frais et humides et les étés secs et chauds, avec des nuits marquées par la fraîcheur due à la présence des hautes montagnes. Les vents d'ouest nord-ouest sont dominants.

Les pluies sont abondantes au printemps et en automne, quelquefois violentes et fortes en d'autres périodes.
Les conditions climatiques sont favorables pour les plantations d'oliviers, de vignes et de châtaigniers. Le reste de la couverture végétale est représentée par un haut maquis épais dans le fond des vallons, avec des bosquets de chênes verts et de quelques oliviers sauvages. Des chênaies pubescentes se développent sur d'anciennes terrasses de culture. Le grand incendie de 2005 a détruit une grande surface du territoire, notamment sur les hauteurs du village qui en portent encore les traces. Depuis, l'olivier se rencontre souvent sous la forme de rejets de souche après le feu.

### Voies de communication et transports

#### Accès routiers
La route D 151 est la seule route desservant le village. Elle relie le village de Zilia directement à Calenzana distant de 6,5 km et à Montegrosso distant de 3 kilomètres.

#### Transports
Zilia est situé à 20 km de la gare de Calvi et de son port de commerce, et à 18 km de l'aéroport de Calvi-Sainte-Catherine. La halte ferroviaire la plus proche est la gare de Camp-Raffali GR 20 distante d'une quinzaine de kilomètres.

## Urbanisme

### Typologie
Au 1er janvier 2024, Zilia est catégorisée commune rurale à habitat dispersé, selon la nouvelle grille communale de densité à sept niveaux définie par l'Insee en 2022.
Elle est située hors unité urbaine. Par ailleurs la commune fait partie de l'aire d'attraction de Calvi, dont elle est une commune de la couronne,. Cette aire, qui regroupe 15 communes, est catégorisée dans les aires de moins de 50 000 habitants,.

### Occupation des sols
L'occupation des sols de la commune, telle qu'elle ressort de la base de données européenne d’occupation biophysique des sols Corine Land Cover (CLC), est marquée par l'importance des forêts et milieux semi-naturels (96,1 % en 2018), une proportion identique à celle de 1990 (96,1 %). La répartition détaillée en 2018 est la suivante : 
espaces ouverts, sans ou avec peu de végétation (38,3 %), milieux à végétation arbustive et/ou herbacée (35,9 %), forêts (21,9 %), zones agricoles hétérogènes (3,9 %). L'évolution de l’occupation des sols de la commune et de ses infrastructures peut être observée sur les différentes représentations cartographiques du territoire : la carte de Cassini (XVIIIe siècle), la carte d'état-major (1820-1866) et les cartes ou photos aériennes de l'IGN pour la période actuelle (1950 à aujourd'hui).

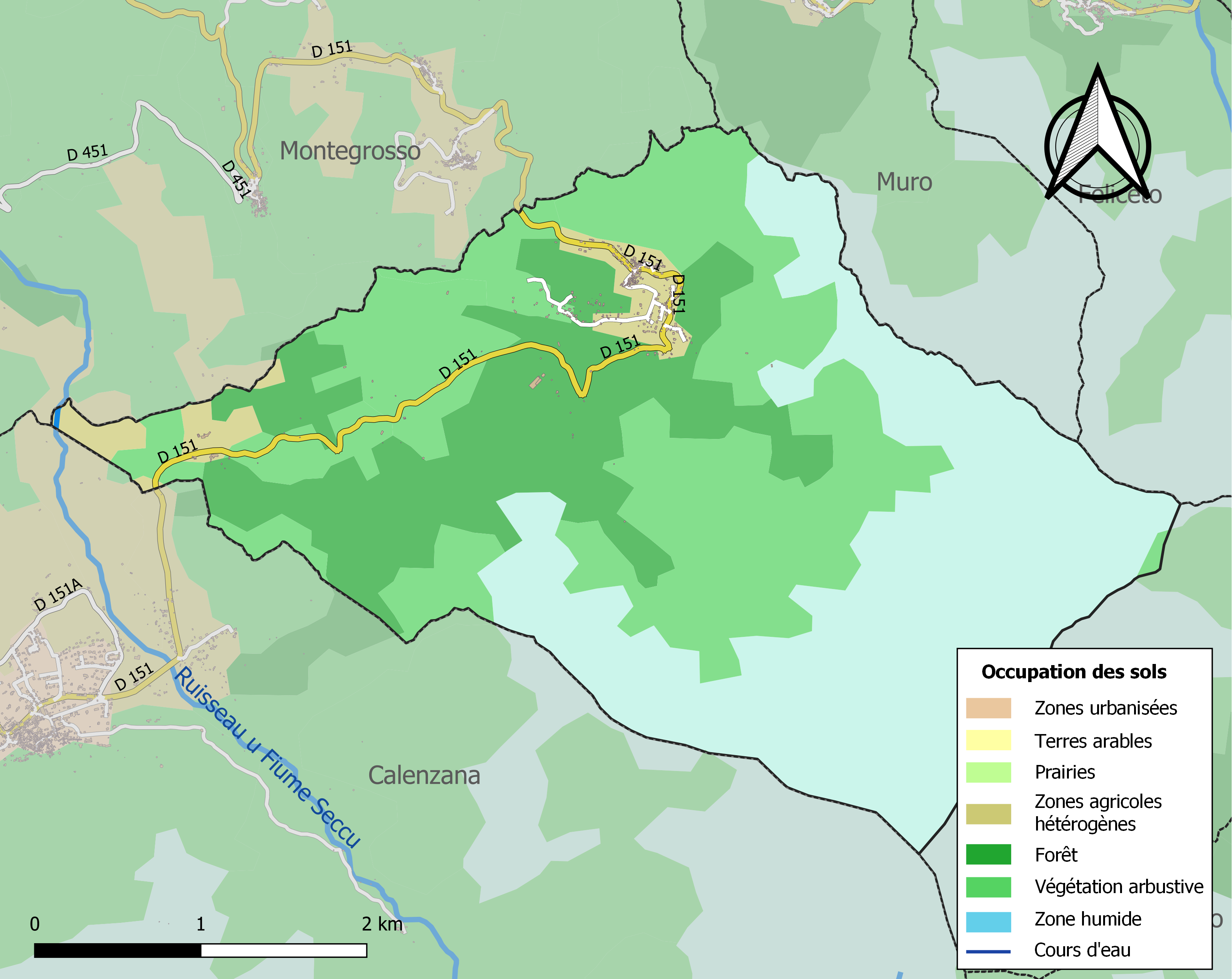
Carte des infrastructures et de l'occupation des sols de la commune en 2018 (CLC).
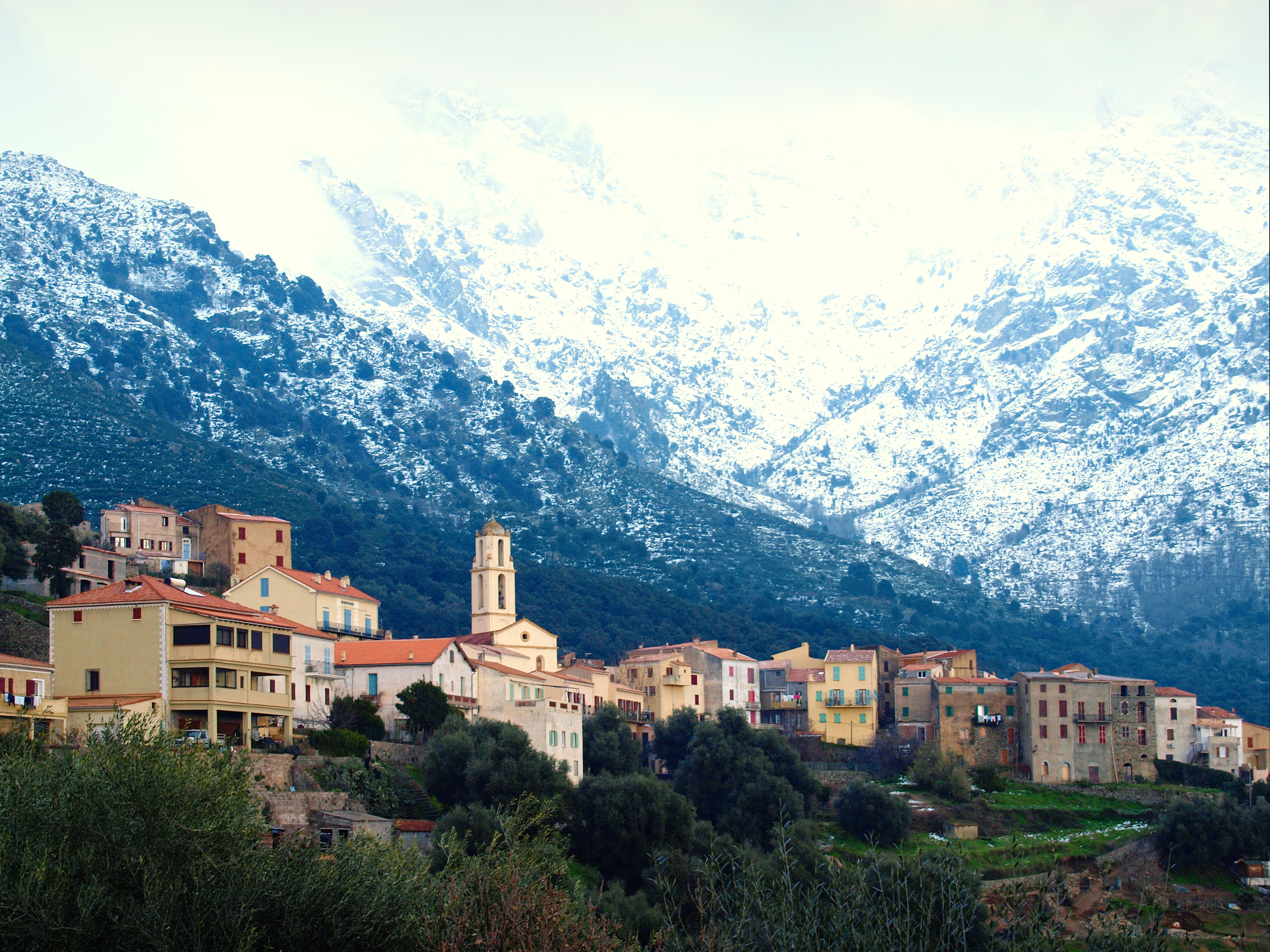
Vue de Zilia.

### Zilia village
Le village était un lieu habité au Moyen Âge. Il a été bâti sur une arête rocheuse, autour de son église paroissiale Saint-Roch. Jouxtant l'église, se trouve une petite place publique sur laquelle a été érigée le monument aux morts.
Le village est composé des hameaux et quartiers : Casanova, Pardine, Castagnettu, Pornetto, Pietricaggio. Des constructions nouvelles s'élèvent sous le village et sous le cimetière, à Saint-Lazare et à Saint-François. Il présente un ensemble de maisons rénovées, restaurées ou récentes, aux façades austères et aux toits de tuiles rouges.

### Ghiarghia
Ghiarghia (ou Giargia) est un village moyenâgeux. Son nom s'écrivait autrefois Jargia. Il est situé au sud-est de Zilia, à l'entrée sud du village. Il est aujourd'hui un hameau de Zilia.
À l'ouest de Ghiarghia, proche de la chapelle San Francescu, se situait au XVe siècle le village de Piufiume, centre de la pieve médiévale. Abandonné au XVIIIe siècle, il n'en reste aujourd'hui que des pagliaghji (en français « paillers ») dans ce lieu appelé Alivetu comunu.
À proximité, dans le cimetière communal, se trouvent les ruines de l'ancienne église piévane San Lusoriu, martyr sarde décapité sous Dioclétien et fêté autrefois le 21 août. Abandonné au XVIIe siècle, ce lieu de culte était encore fréquenté au XVIIIe siècle par les femmes du village qui y venaient vénérer la Vierge. Son arca (fosse commune dans l'église) était encore utilisée au XIXe siècle. Lors de la conquête française, l'église romane est ruinée. Son chœur est toujours visible.

## Histoire

### Antiquité
Dans son ouvrage La Corse dans l'Antiquité et dans le Haut Moyen Âge dans lequel il relate des origines à l'expulsion des Sarrasins de l'île, Xavier Poli écrit :
« Quelques noms de lieu semblent prouver le passage des Libyens en Corse » avec en note de bas de page « Ptolémée place dans la Mauritanie ou dans la Libye : Ziglia, rivière ; Lixttj rivière ; Zilia, ville ; Zalaco, mont ; Vittaca, oppidum ; Charax, oppidum ; Gaulo, oppidum ; Pallas, oppidum. Or nous trouvons en Corse : Zigliara, village ; Liscia, (en latin Lixa), rivière ; Zalana et Zevaco, villages ; Villaca, mont ; Charax, ville (Strabon), Pallas, ville (Ptolémée). Gaula (Golo), rivière (Ptolémée) ; Azillona, village ». Le nom de Zilia (Ziglia) serait-il d'origine libyenne ?

### Moyen Âge
La podestérie de Balagna comprenait en 1366 les mêmes pievi que cent ans plus tard en 1454 : Chiomi, Armito, Ulmia, Pino, Sant'Andria, Tuani, Giussani et Ostriconi.
Au XVe siècle le village de Piufiume (ou Profiume) était le centre de la pieve médiévale de Pino. Abandonné au XVIIIe siècle, il n'en reste aujourd'hui que des pagliaghji (en français « paillers ») dans ce lieu appelé Alivetu comunu.
L'église San Lusoriu, martyr sarde décapité sous Dioclétien, était l'église piévane. Elle est abandonnée au XVIIe siècle. Les troupes françaises ruineront l'église romane durant la 2e moitié du XVIIIe siècle.

### Temps modernes
Au début du XVIe siècle, vers 1520, la pieve de Pino comptait environ 1 250 habitants. Elle avait pour lieux habités Montemaggiore, li Castiglioni, Profiume, Zilia, Jargia, Cassano, Longhignani.
Au XVIIIe siècle, à la suite d'un redécoupage des pievi de Pino et d'Olmia, Zilia était devenue une communauté d'Olmia, pieve religieuse relevant sur le plan civil de la juridiction de Calvi. Dans son manuscrit, Accinelli a écrit : Pieve di Olmi : Longhiniani 187. Ziglia 684. Cassani 368, les chiffres étant ceux des populations des lieux cités.
- 1732 - Le 14 janvier a lieu la bataille de Calenzana. Le général Giafferi tenait ce jour-là consulte avec de très nombreux patriotes au couvent d'Alzipratu (Zilia) tout proche. De Vinz et sa troupe sont pris entre trois feux, celui des habitants de Calenzana, celui des hommes du général Giafferi qui venaient de Lumio et celui des villageois de Cassanu, Lunghignanu et Ziglia, il donne l'ordre à ses troupes de se replier et repart à Calvi. L'action n'aura duré que quatre heures. Les Allemands eurent deux cents morts et blessés, dont un lieutenant-colonel et un capitaine des grenadiers. On n'en connait pas le nombre chez les Corses.
- 1737  octobre : la situation militaire en Balagna est telle : Calvi, Lumiu, Calinzana et Algaiola sont aux mains des Génois ; les Nationaux sont à Montemagiore, Lunghignani, Cassanu, Ziglia, Curbara, Munticellu, Santa Riparata.
- 1753 - Giuliani se fait élire " président-général " de la Balagna par les pievi de Pino (Ziglia, Montemaiò) et Olmia.
- 1759 mars - En violation des dispositions du traité de Compiègne, M. de Vaux s'installe au couvent d'Alzipratu et s'y fortifie. Le Conseil provincial de Balagna charge le capitaine de Ziglia d'obtenir le départ des Français à l'amiable ou de les déloger.

Le 26 mars, le capitaine de Ziglia chasse les Français du couvent d'Alzipratu (Le comte de Vaux était rentré à Calvi).
- 1768 - Avec l'arrivée des Français, l'île passe sous administration militaire. Olmia sera fusionnée avec la pieve de Filosorma, l'ex-Chiomi, pour former la pieve de Monte Grosso.
- 1789 - La Corse fait partie du royaume de France. Avec la Révolution française, est créé en 1790 le département de Corse, puis en 1793, celui de El Golo (l'actuelle Haute-Corse).
- 1790 - L'île devient le département de Corse.
- 1793 - La pieve de Monte Grosso devient le canton de Montegrosso. (An II) La commune de Zilia se trouve dans le canton de Montegrosso, dans le district de Calvi, dans le département d'El Golo (l'actuelle Haute-Corse).
- 1801 - Toujours dans le canton de Montegrosso, la commune de Zilia passe dans l'arrondissement de Calvi.
- 1811 - Les deux départements de l'île sont fusionnés pour le seul département de Corse.
- 1828 - Zilia passe dans le canton de Calenzana.

### Époque contemporaine

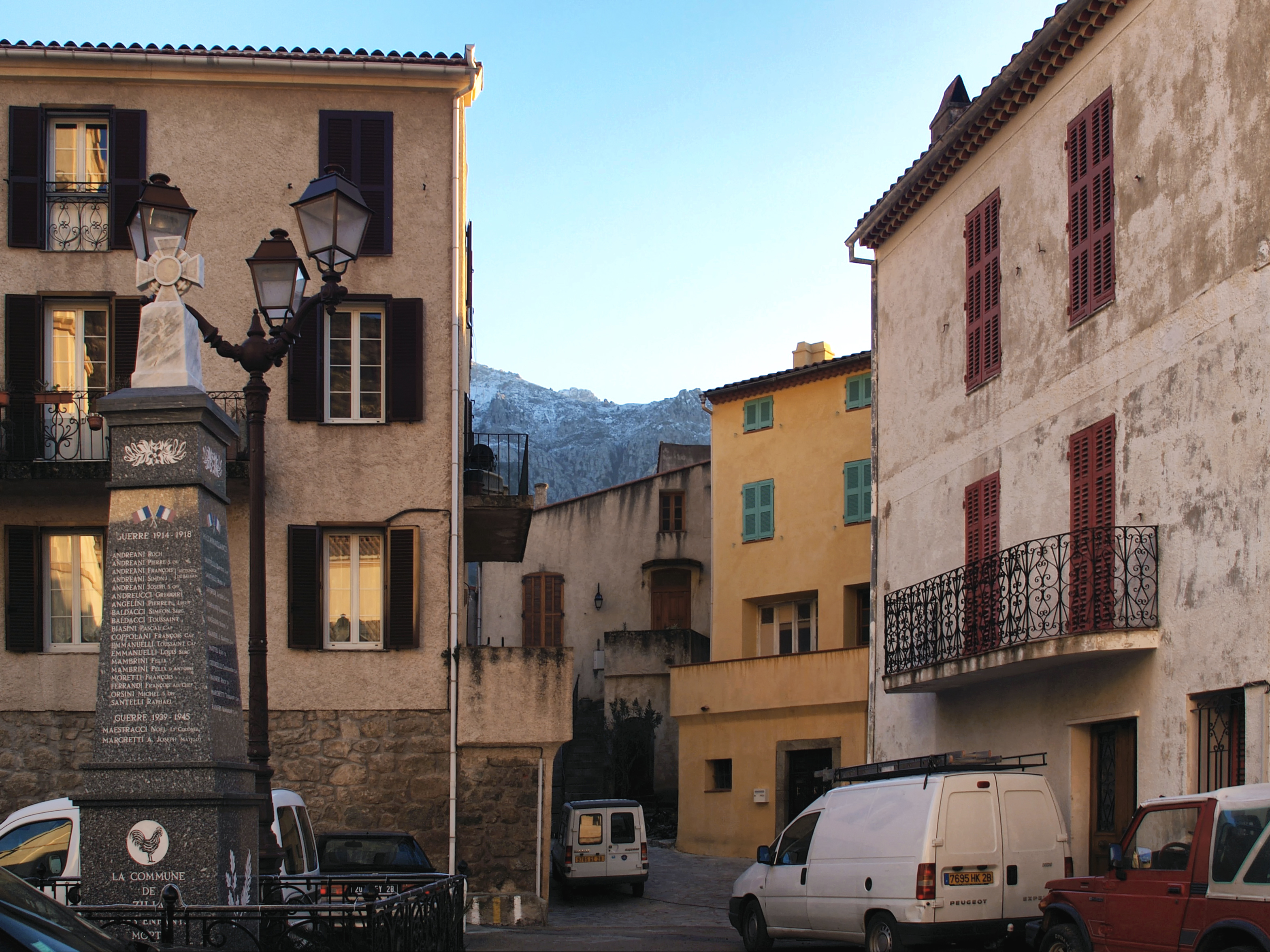
La place du village avec le monument aux morts.

- 1926 - Zilia bascule dans l'arrondissement de Bastia.
- 1954 - Le canton de Calenzana était formé avec les communes de Calenzana, Galéria, Manso, Moncale, Zilia, Montemaggiore, Lunghignano et Cassano. Cette année, Zilia comptait 311 habitants[15].
- 1975 - La Corse est à nouveau divisée en deux départements. Zilia se trouve en Haute-Corse.
- 2005 - Le village a souffert d'un vaste incendie qui avait démarré dans la nuit du 30 juin à Calenzana et qui ravagea 1 500 hectares de végétation dont de nombreux oliviers séculaires en Balagne.

## Politique et administration

### Tendances politiques et résultats
Le résultat de l'élection présidentielle de 2012 dans cette commune est le suivant :
| Candidat       | Candidat                    | Premier tour | Premier tour | Second tour | Second tour |
| Candidat       | Candidat                    | Voix         | %            | Voix        | %           |
| -------------- | --------------------------- | ------------ | ------------ | ----------- | ----------- |
|                | Eva Joly (EÉLV)             | 3            | 1,70         |             |             |
|                | Marine Le Pen (FN)          | 31           | 17,61        |             |             |
|                | Nicolas Sarkozy (UMP)       | 80           | 45,45        | 109         | 63,74       |
|                | Jean-Luc Mélenchon (FG)     | 6            | 3,41         |             |             |
|                | Philippe Poutou (NPA)       | 6            | 3,41         |             |             |
|                | Nathalie Arthaud (LO)       | 0            | 0,00         |             |             |
|                | Jacques Cheminade (SP)      | 0            | 0,00         |             |             |
|                | François Bayrou (MoDem)     | 8            | 4,55         |             |             |
|                | Nicolas Dupont-Aignan (DLR) | 0            | 0,00         |             |             |
|                | François Hollande (PS)      | 42           | 23,86        | 62          | 36,26       |
|                |                             |              |              |             |             |
| Inscrits       | Inscrits                    | 221          | 100,00       | 221         | 100,00      |
| Abstentions    | Abstentions                 | 45           | 20,36        | 43          | 19,46       |
| Votants        | Votants                     | 176          | 79,64        | 178         | 80,54       |
| Blancs et nuls | Blancs et nuls              | 0            | 0,00         | 7           | 3,93        |
| Exprimés       | Exprimés                    | 176          | 100,00       | 171         | 96,07       |

Le résultat de l'élection présidentielle de 2017 dans cette commune est le suivant :
| Candidat    | Candidat                    | Premier tour | Premier tour | Deuxième tour | Deuxième tour |  |
| Candidat    | Candidat                    | %            | Voix         | %             | Voix          |  |
| ----------- | --------------------------- | ------------ | ------------ | ------------- | ------------- |  |
|             | Nicolas Dupont-Aignan (DLF) | 0,64         | 1            |               |               |  |
|             | Marine Le Pen (FN)          | 14,01        | 22           | 31,85         | 43            |  |
|             | Emmanuel Macron (EM)        | 14,65        | 23           | 68,15         | 92            |  |
|             | Benoît Hamon (PS)           | 0,64         | 1            |               |               |  |
|             | Nathalie Arthaud (LO)       | 0,00         | 0            |               |               |  |
|             | Philippe Poutou (NPA)       | 0,64         | 1            |               |               |  |
|             | Jacques Cheminade (SP)      | 0,00         | 0            |               |               |  |
|             | Jean Lassalle (RES)         | 7,64         | 12           |               |               |  |
|             | Jean-Luc Mélenchon (LFI)    | 12,74        | 20           |               |               |  |
|             | François Asselineau (UPR)   | 1,27         | 2            |               |               |  |
|             | François Fillon (LR)        | 47,77        | 75           |               |               |  |
|             |                             |              |              |               |               |  |
| Inscrits    | Inscrits                    | 230          | 100,00       | 230           | 100,00        |  |
| Abstentions | Abstentions                 | 68           | 29,57        | 69            | 30,00         |  |
| Votants     | Votants                     | 162          | 70,43        | 161           | 70,00         |  |
| Blancs      | Blancs                      | 4            | 2,47         | 2             | 1,24          |  |
| Nuls        | Nuls                        | 1            | 0,62         | 24            | 14,91         |  |
| Exprimés    | Exprimés                    | 157          | 96,91        | 135           | 83,85         |  |

### Liste des maires
| Période                                  | Période  | Identité                  | Étiquette  | Qualité                                                        |
| ---------------------------------------- | -------- | ------------------------- | ---------- | -------------------------------------------------------------- |
| Les données manquantes sont à compléter. |          |                           |            |                                                                |
| 1977                                     | 2020     | Jacques-Innocent Santelli | RPR-UMP-LR | Retraité Conseiller général du Canton de Calenzana (1982-2001) |
| 2020                                     | En cours | Jacques Santelli          |            |                                                                |

### Budget et fiscalité 2016
En 2016, le budget de la commune était constitué ainsi :
- total des produits de fonctionnement : 396 000 €, soit 1 324 € par habitant ;
- total des charges de fonctionnement : 289 000 €, soit 967 € par habitant ;
- total des ressources d’investissement : 256 000 €, soit 857 € par habitant ;
- total des emplois d’investissement : 122 000 €, soit 408 € par habitant.
- endettement : 0 €, soit 0 € par habitant.

Avec les taux de fiscalité suivants :
- taxe d’habitation : 8,00 % ;
- taxe foncière sur les propriétés bâties : 5,00 % ;
- taxe foncière sur les propriétés non bâties : 27,00 % ;
- taxe additionnelle à la taxe foncière sur les propriétés non bâties : 0,00 % ;
- cotisation foncière des entreprises : 0,00 %.

## Population et société

### Démographie
L'évolution du nombre d'habitants est connue à travers les recensements de la population effectués dans la commune depuis 1800. Pour les communes de moins de 10 000 habitants, une enquête de recensement portant sur toute la population est réalisée tous les cinq ans, les populations de référence des années intermédiaires étant quant à elles estimées par interpolation ou extrapolation. Pour la commune, le premier recensement exhaustif entrant dans le cadre du nouveau dispositif a été réalisé en 2006.

En 2022, la commune comptait 314 habitants, en évolution de +8,28 % par rapport à 2016 (Haute-Corse : +5,15 %, France hors Mayotte : +2,11 %).
| 1800 | 1806 | 1821 | 1831 | 1836 | 1841 | 1846 | 1851 | 1856 |
| ---- | ---- | ---- | ---- | ---- | ---- | ---- | ---- | ---- |
| 552  | 613  | 580  | 611  | 657  | 692  | 721  | 745  | 676  |

| 1861 | 1866 | 1872 | 1876 | 1881 | 1886 | 1891 | 1896 | 1901 |
| ---- | ---- | ---- | ---- | ---- | ---- | ---- | ---- | ---- |
| 688  | 702  | 687  | 704  | 762  | 701  | 730  | 731  | 746  |

| 1906 | 1911 | 1921 | 1926 | 2006 | 2011 | 2016 | 2021 | 2022 |
| ---- | ---- | ---- | ---- | ---- | ---- | ---- | ---- | ---- |
| 714  | 531  | 471  | 515  | 221  | 279  | 290  | 306  | 314  |

### Enseignement
L'école primaire publique se trouve a Zilia  dans le même bâtiment que la mairie ... Les collège (collège Jf-Orabona) et lycée (lycée de Balagne) publics les plus proches se situent à Calvi, distants de 20 km.

### Santé
Il n'y a pas de médecins ni d'infirmiers à Zilia ; les plus proches se trouvent à Calenzana.
Le centre hospitalier de Calvi-Balagne, ex-antenne médicale de Balagne (AMU de Calvi), le plus proche hôpital, est distant de 18 km.

### Sports

#### Randonnées
- Les sentiers de promenade du Pays Ziliais.

### Cultes
L'église paroissiale (San Roccu) relève du diocèse d'Ajaccio.
La fête patronale est le 16 août, jour de la Saint-Roch. Une procession qui fait le tour du village a lieu le meme jour.
Tous les 15 août est célébrée l'Assomption de la Vierge Marie suivie d'une procession.
En avril, la procession de Pâques célébrant la mort de Jésus, la girandula (ou girendula), procession du Vendredi saint, a lieu dans le village dans la nuit aux environs de 22 h 30.

## Économie
Zilia est connu pour ses vignobles, dont le domaine d'Alzipratu, et pour une source minérale, exploitée avant 1914 puis réactivée en 1995 par la SA SODEZ, qui vend dans toute l'île sous le nom de Zilia des bouteilles d'une eau bicarbonatée, plate et gazéifiée, peu minéralisée.
Au XIXe siècle, les gens vivaient de la culture de céréales, de la vigne, des châtaigniers et des oliviers. La commune comptait 1 500 têtes de gros bétail dont 1 200 ovins. Une source thermale était exploitée. De la source de Diza, située au-dessus du village, coulait une eau légèrement radioactive qui est encore vivement recommandée pour les problèmes rénaux. « Pierre et Marie Curie l'auraient même analysée, reconnaissant ses vertus... ».

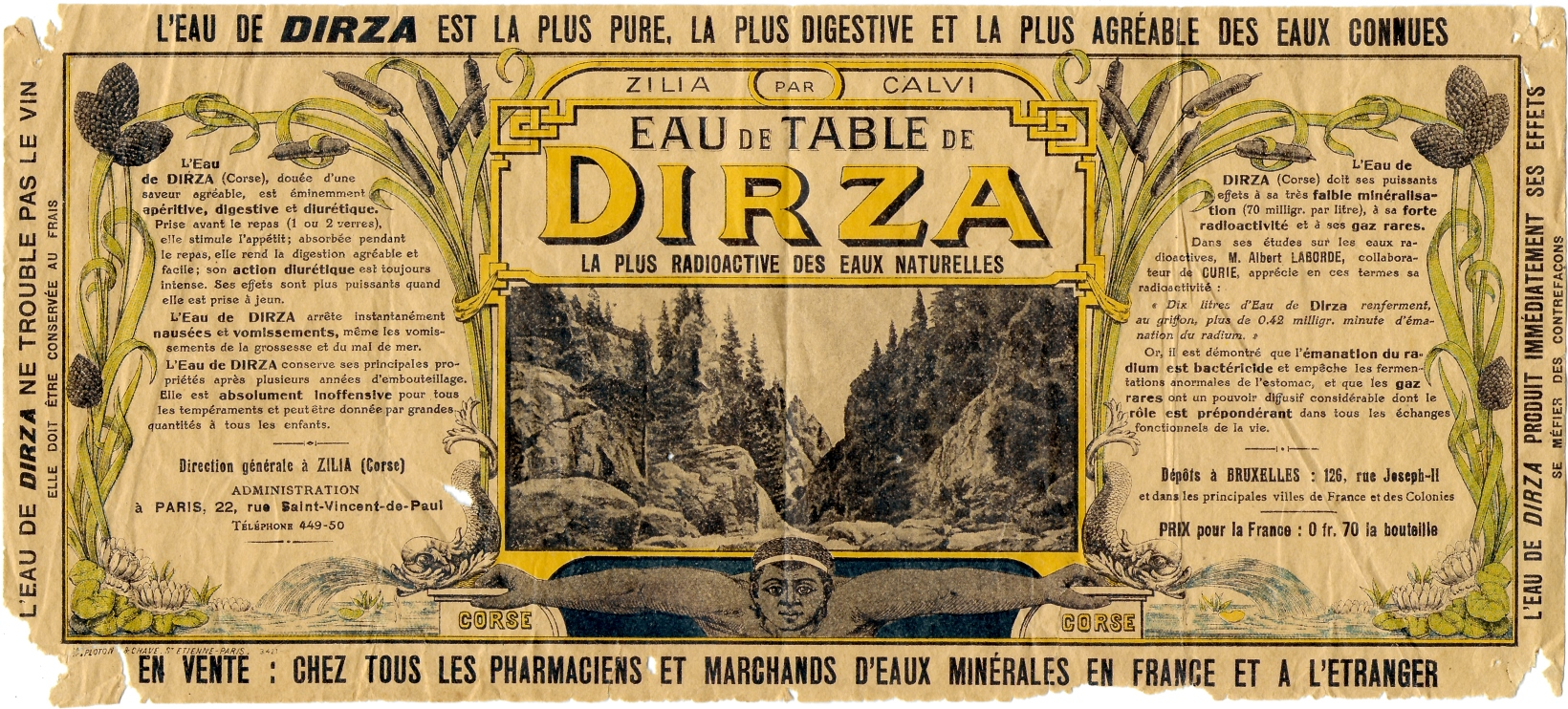
Tract publicitaire de l'eau de Dirza, tirée de la source de Zilia.

## Culture locale et patrimoine

### Lieux et monuments

#### Ancien couvent d'Alzi Pratu
Fondé en 1509, ce couvent devait compter une vingtaine de moines au XVIIe siècle. Devenu base militaire, lors de la guerre d'indépendance contre les Génois, il fut transformé en place forte en 1732. Plusieurs consultes de nationaux s'y sont déroulées. Occupé par les Français jusqu'en 1752, date de l'évacuation de l'île par ces derniers, il fut de nouveau occupé par 26 hommes lorsque Pascal Paoli devint capitaine général de la Corse en 1755. Après la réunion de la Corse à la France, les moines y vécurent jusqu'à la Révolution. Il subsiste du couvent toute l'aile nord des bâtiments. Le réfectoire a conservé des peintures murales. Des couloirs voûtés donnaient accès aux cellules des moines. L'église s'est écroulée et le cloître a disparu. L'ensemble de l'ancien couvent d'Alziprato est inscrit Monument historique par arrêté du 9 novembre 1966.
Désaffecté, il a appartenu au Baron Henry Louis de la Grange. Celui-ci, en fit  dans les années 1970, un haut lieu de la musique classique en dirigeant le Festival Les Nuits d'Alziprato.
Le couvent d'Alziprato a donné son nom à un vin AOC Corse-Calvi.

#### Église Saint-Roch
L'église paroissiale Saint-Roch (San Roccu), de style baroque, date du XVIIIe siècle. Elle se trouve au cœur du village.
L'édifice renferme plusieurs œuvres classées Monuments historiques :
- Maître-autel, gradins, tabernacle, arcatures (arcades latérales), clôture de chœur (balustrade), du XVIIIe siècle[27]
- Groupe sculpté Vierge de l'Assomption entourée de deux anges en bois peint doré, du XVIIIe siècle[28]
- Tableau Vierge du scapulaire couronnée par deux anges avec saint Michel et saint Laurent, du XVIIe siècle[29]
- Orgue de tribune daté de 1831[30]
- Partie instrumentale de l'orgue de tribune ; banc daté de 1831, Orgue construit par Antonius Joseph Saladini en 1831. En 1899, il est réparé par Gasparo Domini, restauré en 1995 par Anton Massoni[31]
- Tribune d'orgue datée du XVIIIe siècle[32]
- Buffet d'orgue en bois taillé, polychrome, doré, du XVIIIe siècle[33].

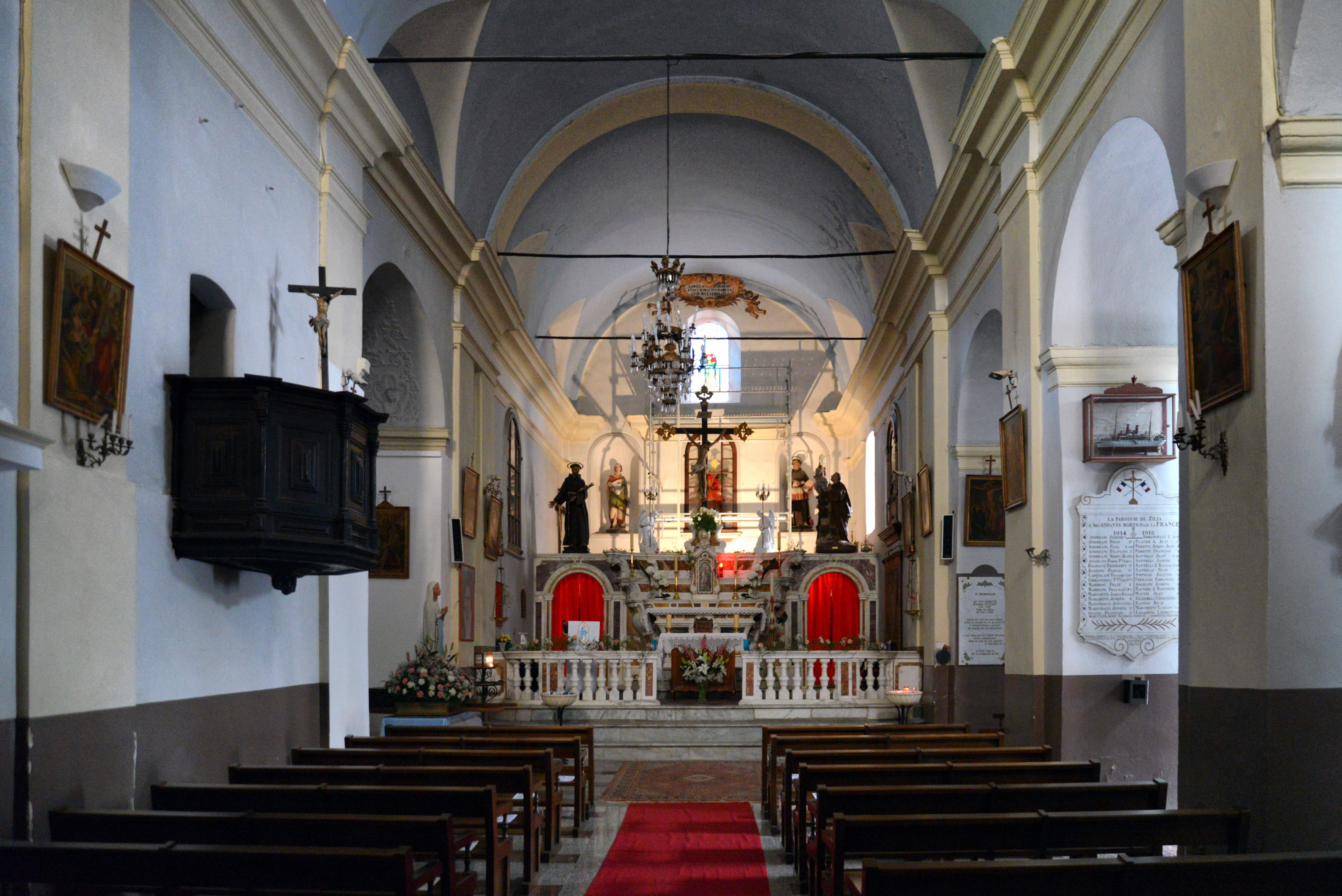
Intérieur de San Roccu.
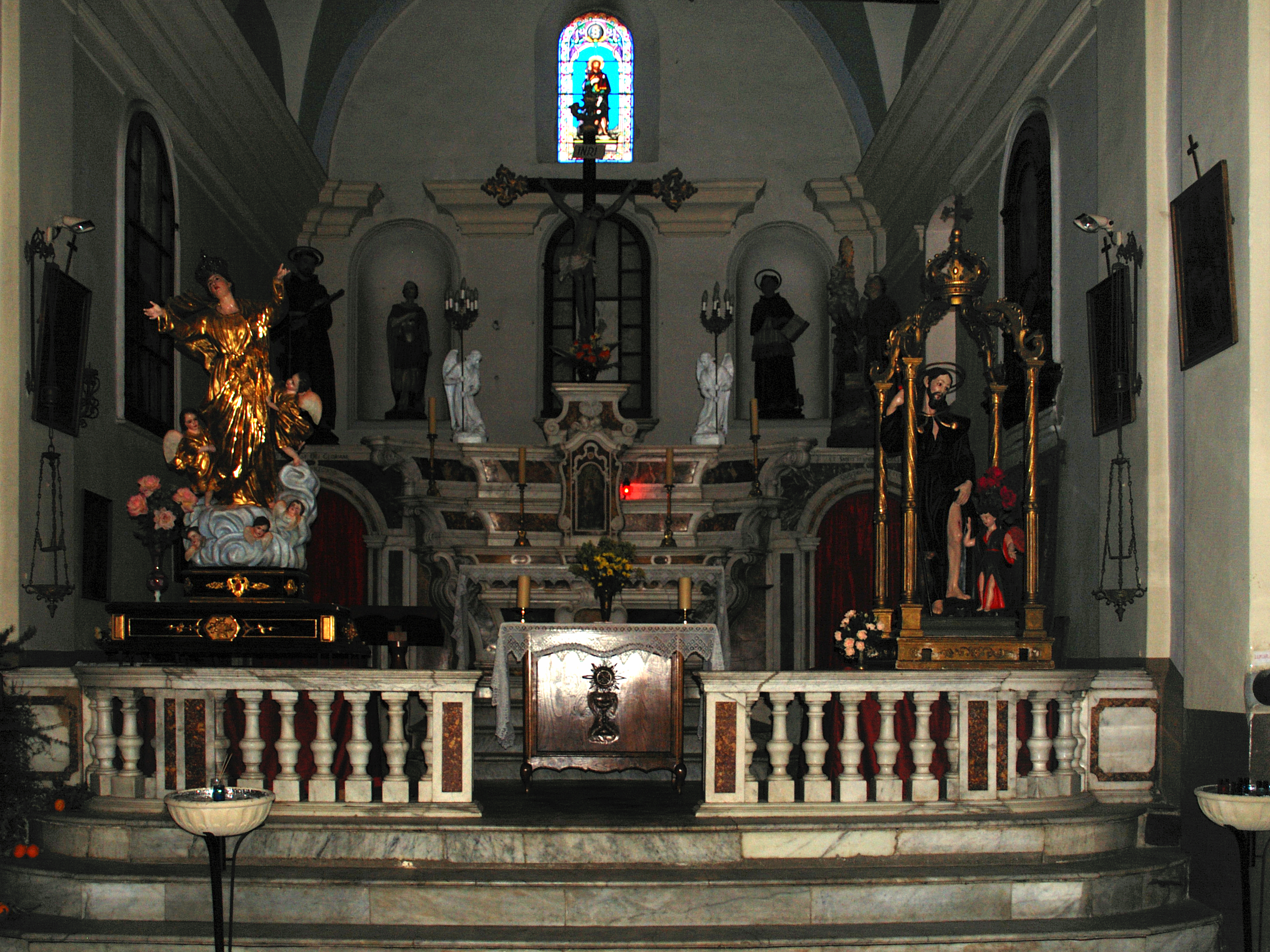
Chœur de San Roccu.
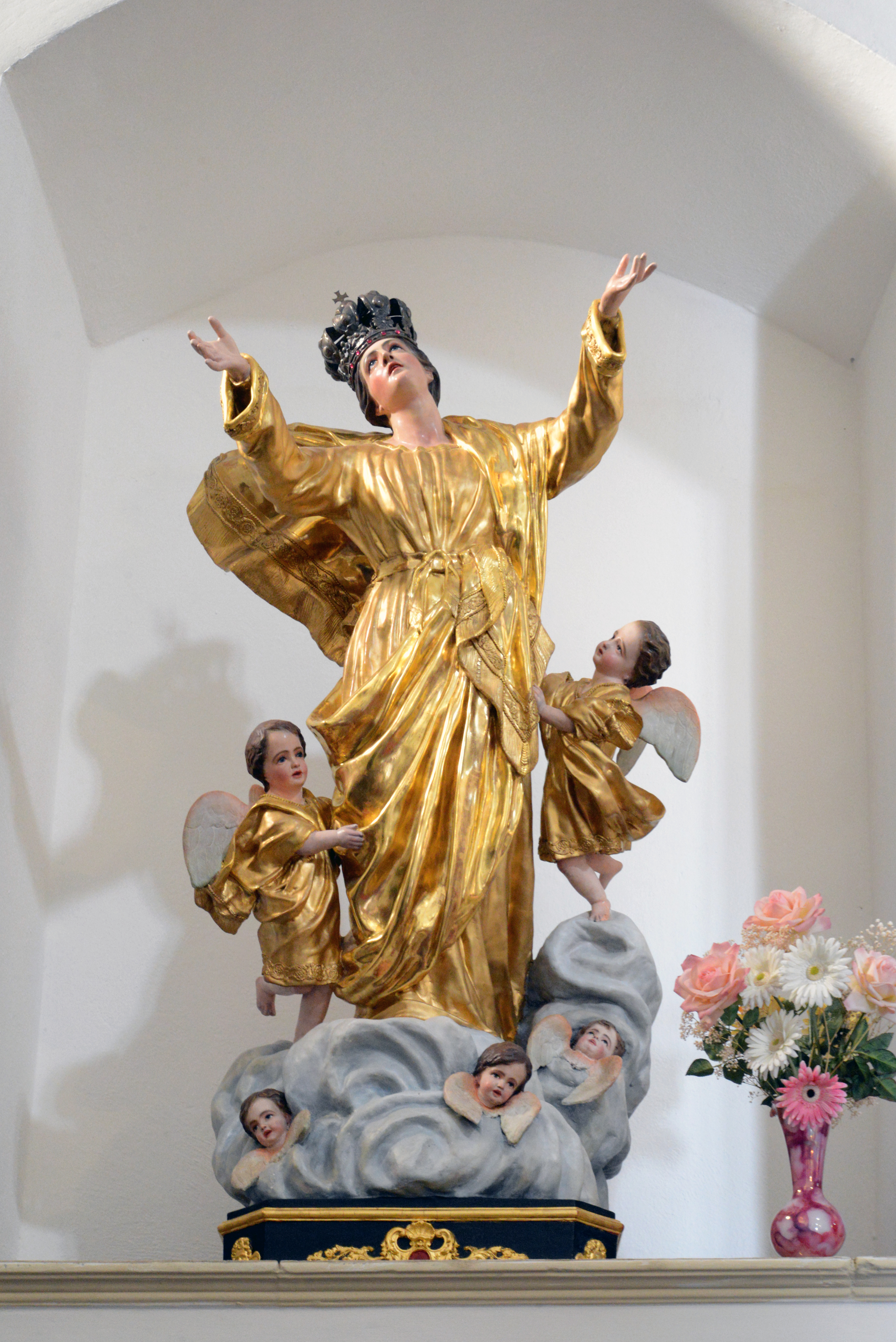
Vierge entourée de deux anges.
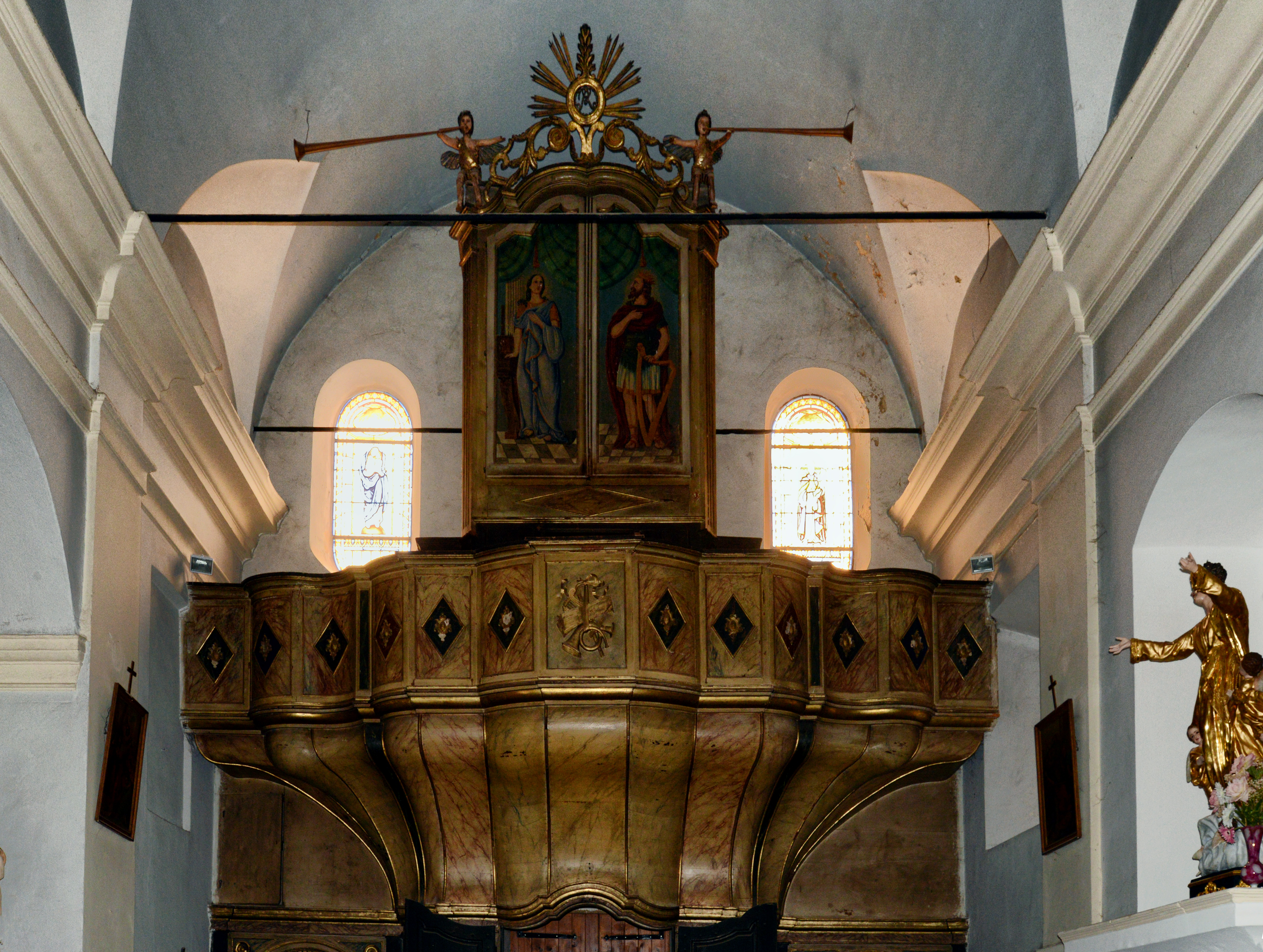
Orgue de tribune.
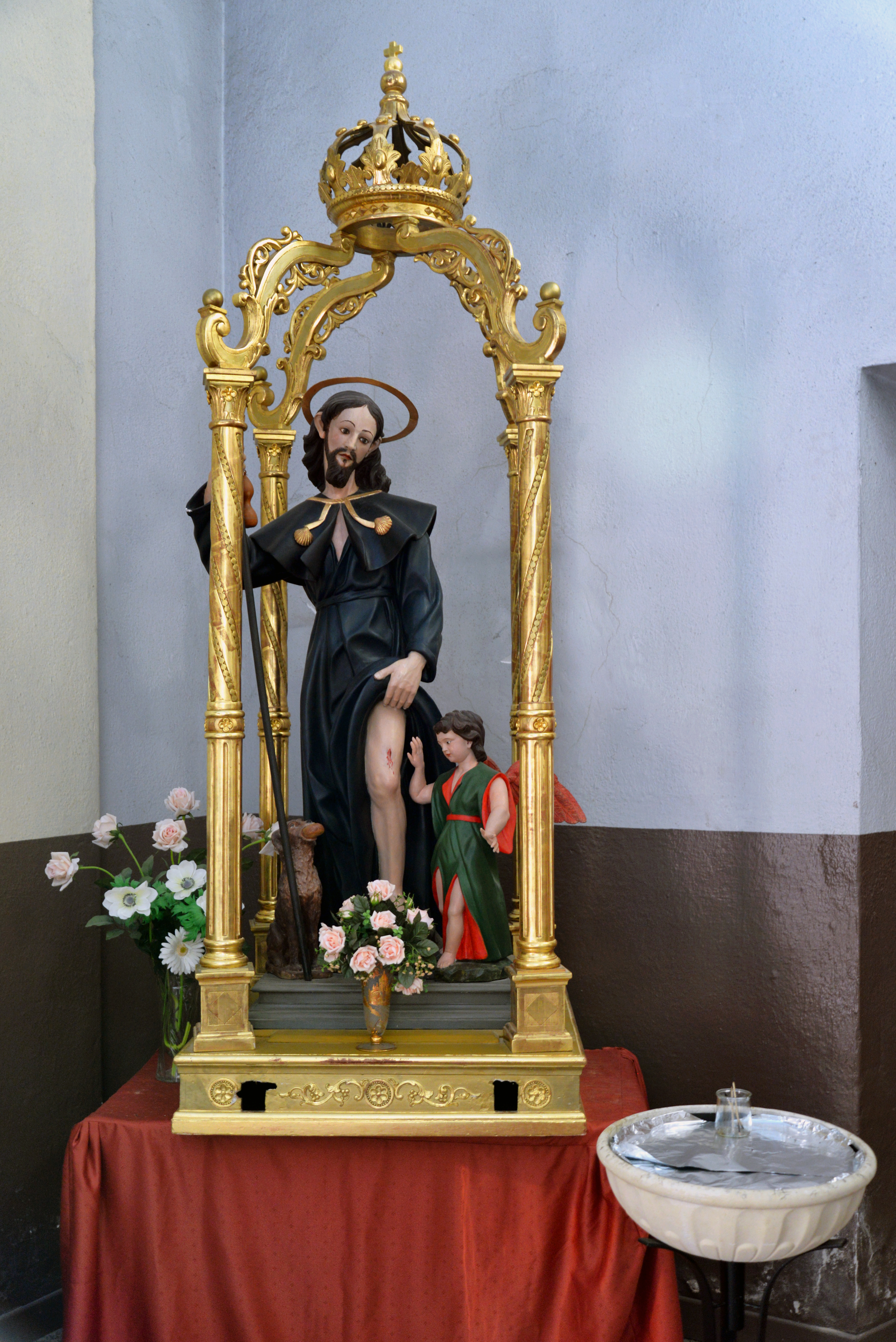
Statue de San Roccu.

#### Chapelle Saint-François

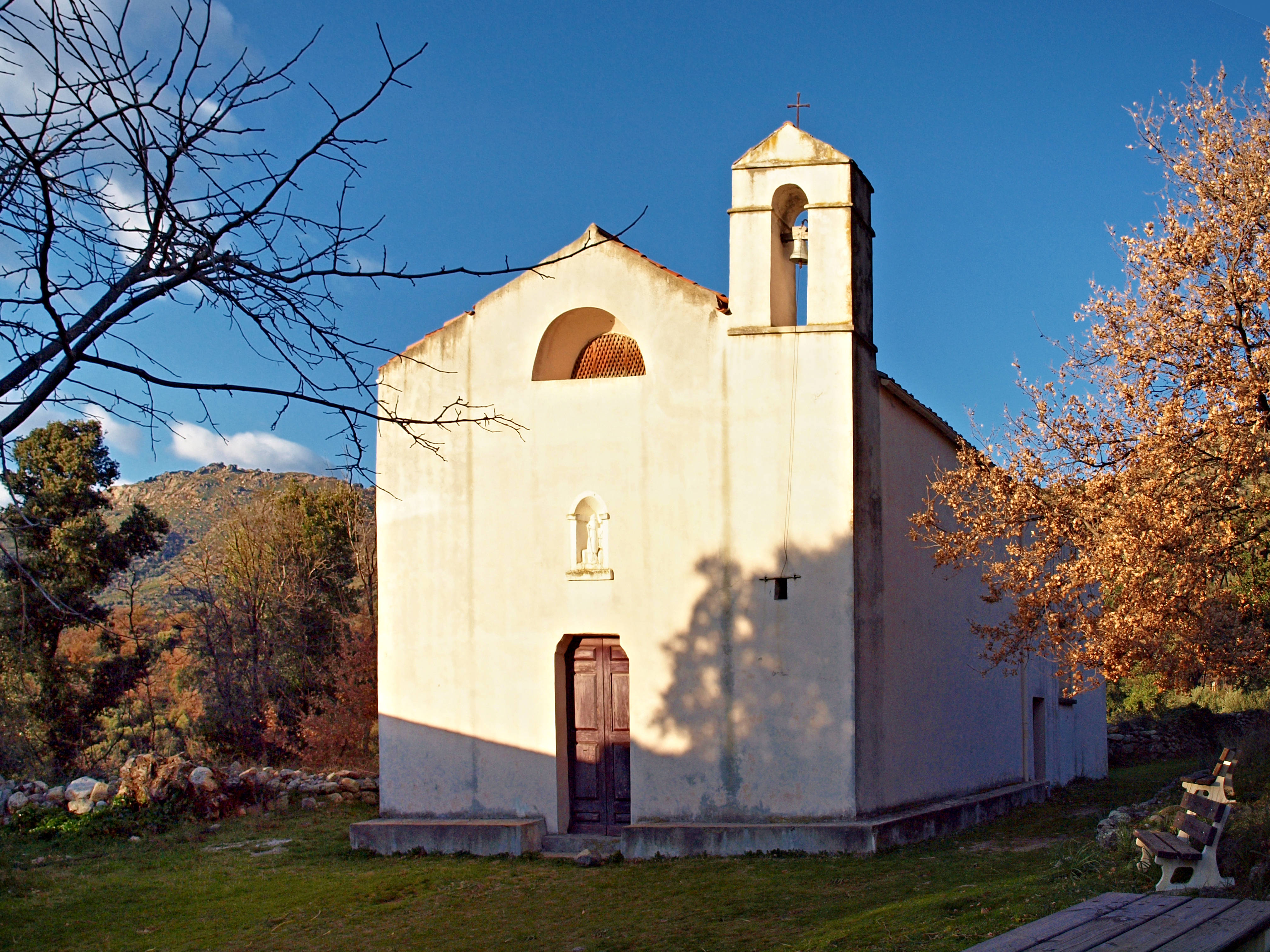
Chapelle Saint-François.

La chapelle Saint-François se trouve à l'ouest et sous le village. Elle renferme une statue de saint François dont le socle représente une tête d'angelot. L'œuvre datée du XVIIe siècle, est inscrite Monument historique par arrêté du 6 février 1976.

#### Confrérie de Saint-Antoine
La chapelle de la confrérie de Saint Antoine est voisine de l'église paroissiale. Quelques confrères s'y retrouvent mais que pour les grandes occasions. Elle recèle :
- une statue de saint Pascal Baylon polychrome en bois sculpté du XVIIIe siècle. Pascal Baylon était un moine franciscain, saint patron des bergers, canonisé en 1690. L'œuvre est inscrite Monument historique par arrêté du 23 septembre 2005[35].
- un tableau La flagellation de saint Luscorius et d'un compagnon daté du XVIIe siècle. L'œuvre est inscrite Monument historique par arrêté du 24 mai 1973[36].

#### Monument aux morts

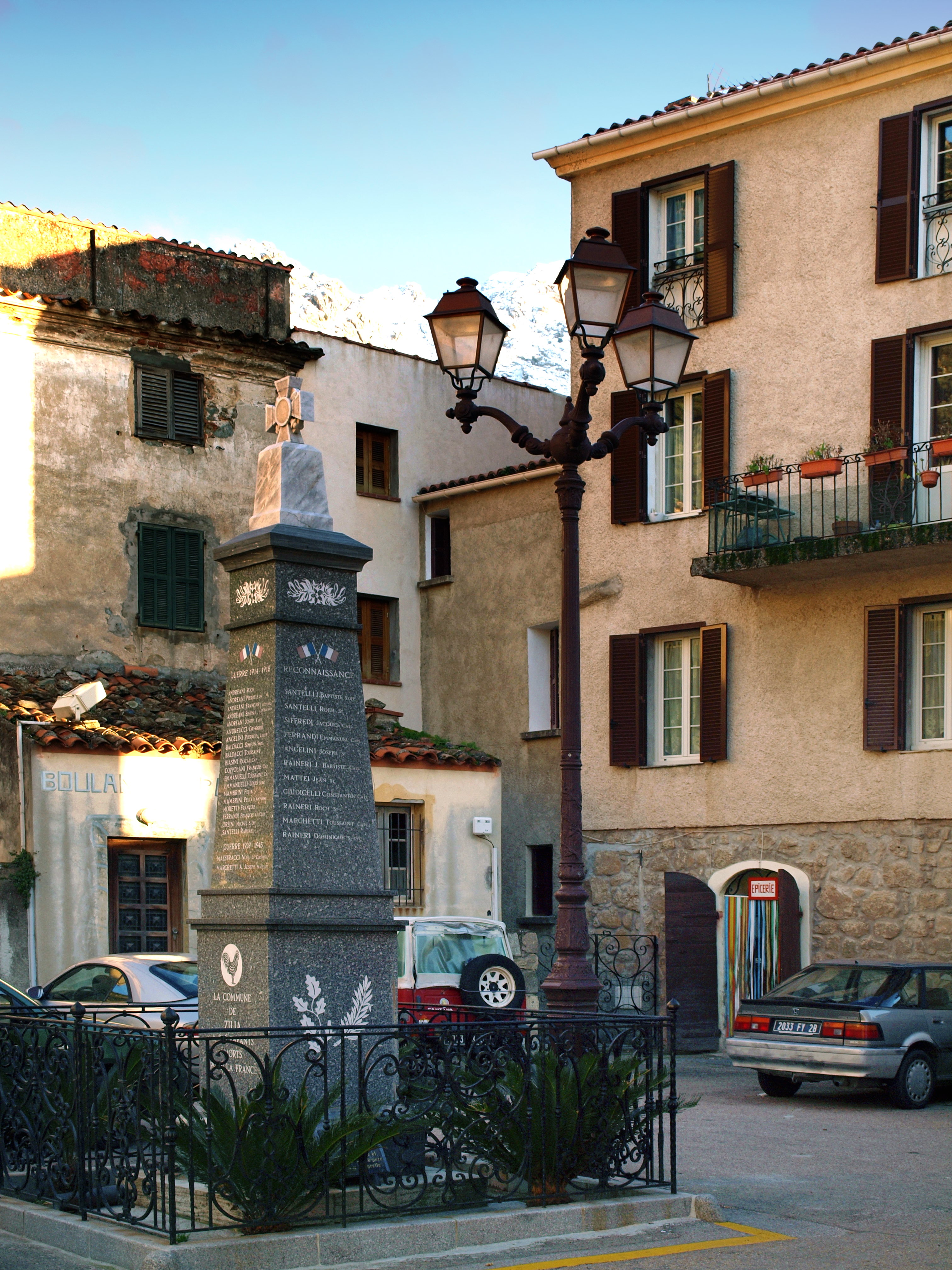
Monument aux morts.

Le monument a été érigé sur la place de l'Église. Son état a nécessité son remplacement par un nouveau monument, identique à l'ancien.

#### Ancien pont génois

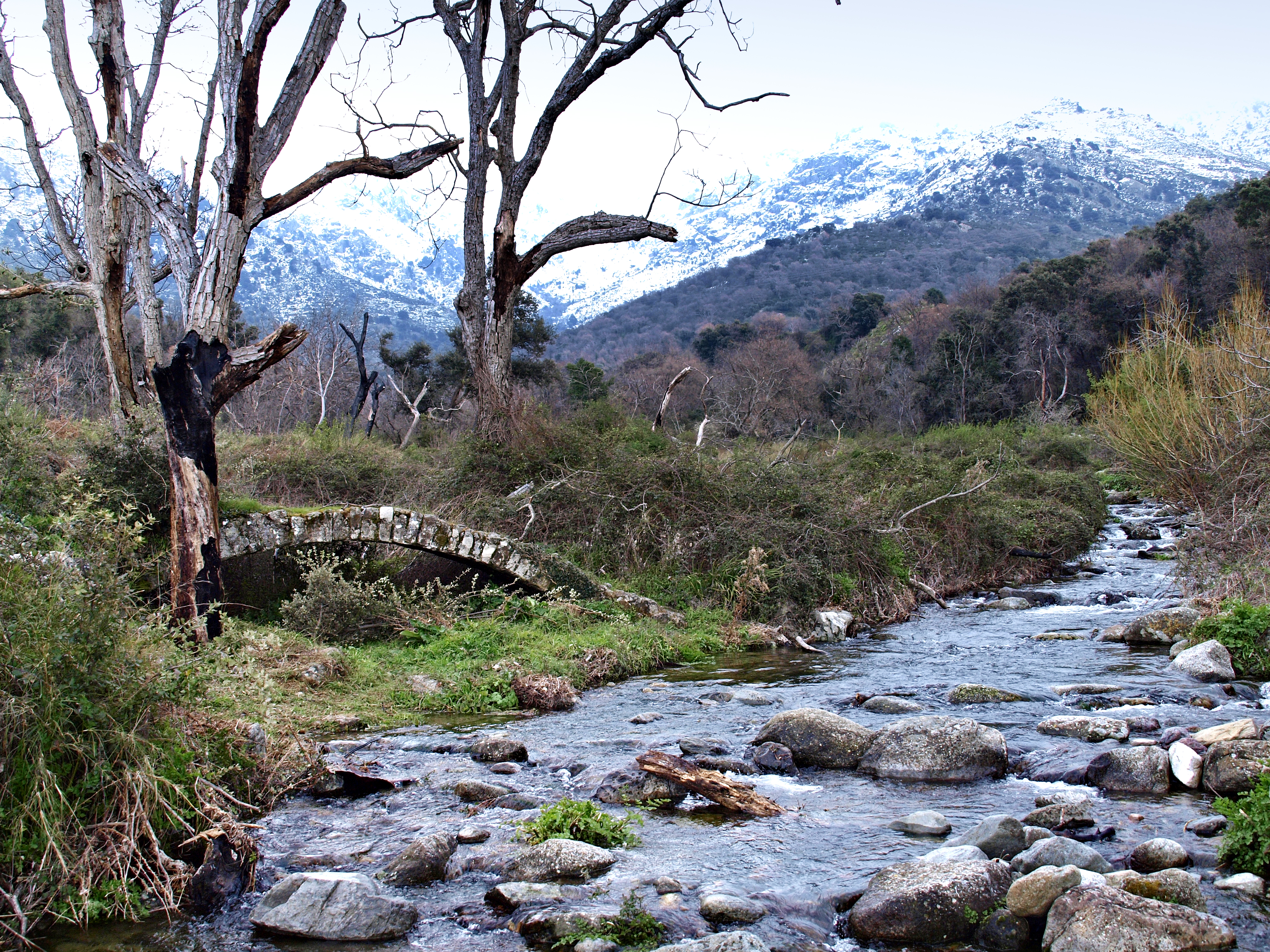
Ancien pont génois.

Cet ancien pont génois à l'état de vestiges, avait été construit sur le ruisseau de Lette. Il se trouve sur le chemin de randonnée.

### Patrimoine naturel

#### ZNIEFF
La commune de Zilia est concernée par deux ZNIEFF (Zone naturelle d'intérêt écologique, faunistique et floristique) de 2e génération :
Crêtes et hauts versants asylvatiques du Monte Cinto
La zone inclut 16 communes. C'est dans un ensemble montagneux où culmine le Monte Cinto (2 706 m) que prennent naissance plusieurs fleuves dont le Fiume Seccu.
Oliveraies et boisements des collines de Balagne
La commune fait partie des 18 communes de Balagne concernées par la ZNIEFF 940004142 - Oliveraies et boisements des collines de Balagne (2e génération), zone répartie sur trois des principales vallées de la Balagne : la vallée du Fiume Seccu, le bassin d'Aregno et la vallée du Regino.